# Szopós András
Szopós András (? – ?) magyar mezőgazdasági szakíró, fordító. 

## Életútja
1948–1953 között a kolozsvári Mezőgazdasági Akadémián tanított, majd a Mezőgazdasági Kutatóintézetnek volt kutató-munkatársa, közben az Állami Mezőgazdasági Kiadó kolozsvári magyar szerkesztőségének lektora, a szerkesztőségben működő román szakfordítócsoport vezetője.
A gabonanövényekről szóló publikációja megjelent a Farkas Árpád szerkesztette Erdély mezőgazdasága című 1944-es tanulmánykötetben, amelyet az EMGE centenáriumára adtak ki a Minervánál. Ezt követően szerkesztőbizottsági tagja volt Az agronómusok kézikönyvének (Bukarest, 1953), Pap Istvánnal közösen adta ki a Búzatermesztők könyve című kötetet (Bukarest, 1953), illetve Antal Dániellel közösen publikáltak 1957-ben egy növénytermesztési útmutatót.

## Fordításai
- S. Corlăţeanu: Erdei gyümölcsök értékesítése (Bukarest, 1955); *Palántanevelés tápkockákban (Bukarest, 1955);
- A. Priadceanu – A. Melachrinos: A rozs (Bukarest, 1955);
- S. Romanivschi – I. Comşa: Csikónevelés (Bukarest, 1956);
- Takarmánynövényeink termesztése (Bukarest, 1956);
- Mezőgazdasági tanácsok (Bukarest, 1957. Dolgozó parasztok könyvtára);
- Gh. Popescu: Az erdősítő munkás útmutatója (Bukarest, 1957);
- S. Stoicescu: Baromfitenyésztés (Bukarest, 1957);
- Gh. Ionescu-Siseşti: A gyomok és az ellenük való védekezés (Bukarest, 1958); *I. Resmeriţă: A lóhere termesztése (Bukarest, 1958);
- D. Davidescu – E. Davidescu: Trágyázási útmutató (Bukarest, 1959);
- I. Luca – N. Vasilescu: A rizs termesztése (Bukarest, 1959);
- A. Mauch: Házi baromfitenyésztés (Bukarest, 1959);
- M. Moţoc – Fl. Trăşculescu: Talajpusztulás, talajvédelem a mezőgazdasági területeken (társfordítóként Nagy Miklóssal, Szalay Olgával és Szövérdi Ferenccel, Bukarest, 1959).

## Kötete
- Burgonyatermesztés (Bukarest, 1957).